# France Roche
France Roche (2 de abril de 1921 – 14 de diciembre de 2013) fue una periodista, crítica de cine, productora y presentadora de televisión de nacionalidad francesa. Además, fue escritora y autora de varios libros y guiones cinematográficos, adaptadora de piezas teatrales y actriz en diferentes producciones para el cine. 

## Biografía
Nacida en Saint-Tropez, Francia, estuvo casada con François Chalais y Gilbert de Goldschmidt.
A lo largo de su trayectoria profesional colaboró con diferentes medios, entre ellos los siguientes:
- Las revistas cinematográficas Ciné Mondial (1941-1944),[2] Cinévie y, sobre todo, Cinémonde, medio para el que fue redactora jefe;
- Marie-France, y después France Soir, como responsable de la página de cine. Ella era la «Madame Cinéma» del más poderoso diario francés;[3]
- La ORTF, participando en las emisiones de los siguientes programas:

1. Cinq colonnes à la une, destacando en el show su entrevista a Brigitte Bardot;
2. Cinépanorama (emisiones sobre cine, sobre todo sobre el Festival de Cannes;
3. Trente ans de silence (sobre las estrellas del cine mudo) y Tête d’affiche: largas entrevistas con Pierre Brasseur, Madeleine Renaud (1966), Jean Marais (1968), Arletty, Annie Girardot (1969), Simone Signoret, Paul Meurisse (1970), Michel Piccoli (1971), y Jeanne Moreau (1972), entre otros;

- Antenne 2: solicitada por Jacqueline Baudrier, redactora jefe y editorialista, dirigiendo el servicio cultural. Fue la especialista en cine y en espectáculos de moda del programa televisivo (1969-1986). Diariamente, y en directo, hacía una crónica sobre el Festival de Cannes. Ella entrevistó además a Woody Allen en el programa Woody Allen ou l'anhédoniste le plus drôle du monde (1979). Después participó también en las emisiones de Sexy Folies, programa creado por Pascale Breugnot (1986), en el cual aconsejaba a los espectadores al teléfono ,[4] y en J'aime à la folie, emisión dedicada al Festival de Aviñón (1987-88);
- Canal Jimmy, donde, a solicitud  de Michel Thoulouze y Pierre Lescure ella presentó T’as pas une idée (1991-2001);
- CinéCinéma, presentando el programa Ciné-ciné court, dedicado a los cortometrajes.
- France Inter, trabajando en la emisión de Piment Rose.

France Roche falleció en París, Francia, en el año 2013.

## Cine
France Roche fue autora de varios guiones cinematográficos, colaborando en diferentes ocasiones con Michel Audiard, al que ella descubrió et a tourné dans une quinzaine de films entre 1950 et 1958. 
 Además, fue miembro del jurado del Festival de Berlín de 1961.

### Filmografía
Como guionista
- 1952 : Agence matrimoniale, de Jean-Paul Le Chanois
- 1955 : Futures Vedettes, de Marc Allégret
- 1955 : Il mantello rosso, de Giuseppe Maria Scotese (diálogos de la versión francesa)
- 1956 : Pitié pour les vamps, de Jean Josipovici
- 1957 : Amour de poche, de Pierre Kast
- 1960 : Vacances en enfer, de Jean Kerchbron
- 1960 : La Française et l'Amour (sketch de Henri Verneuil)
- 1961 : Les lions sont lâchés, de Henri Verneuil
- 1961 : Les Amours Célèbres, de Michel Boisrond
- 1961 : Une histoire de chiens, de Jean-Gabriel Albicocco
- 1964 : La Chasse à l'homme, de Édouard Molinaro

Como actriz
- 1950 : The Unthinking Lobster, de Orson Welles
- 1951 : Sans laisser d'adresse, de Jean-Paul Le Chanois
- 1951 : Vedettes sans maquillage, de Jacques Guillon
- 1952 : Adorables créatures, de Christian-Jaque
- 1952 : Agence matrimoniale, de Jean-Paul Le Chanois
- 1952 : La Chasse à l'homme, de Pierre Kast
- 1953 : Suivez cet homme, de Georges Lampin
- 1954 : Zoé, de Charles Brabant
- 1953 : À nous deux, Paris, de Pierre Kast
- 1954 : La ironía del dinero, de Guy Lefranc y Edgar Neville
- 1954 : L'Architecte maudit : Claude-Nicolas Ledoux, de Pierre Kast
- 1955 : French Cancan, de Jean Renoir
- 1955 : Futures vedettes, de Marcel Blistène
- 1955 : La Rue des bouches peintes, de Robert Vernay
- 1956 : Pitié pour les vamps, de Jean Josipovici
- 1956 : Gueule d'ange, de Marcel Blistène
- 1957 : Amour de poche, de Pierre Kast
- 1958 : La Vie à deux, de Clément Duhour
- 1967 : Le Désordre à vingt ans, de Jacques Baratier
- 1967 : Le Cinéma du diable, documental de Marcel L'Herbier
- 1986 : Nuit d'ivresse, de Bernard Nauer

## Teatro
- L’amour, vous connaissez, de Bill Manhoff, escenografía de Raymond Gérôme, Théâtre des Ambassadeurs, 1965
- L’Obsédé, de John Fowles, escenografía de Robert Hossein, Théâtre des Variétés, 1966
- Les Fantasticks, de Tom Jones y Harvey Schmidt, escenografía de Jacques Sereys, Théâtre La Bruyère, 1967
- Qui est cette femme ?, de Norman Krasna, escenografía de Jacques Fabbri, Teatro de la Porte Saint-Martin, 1967

## Obra literaria
Roche escribió los siguientes libros: 
- Paris à nous deux, Amiot-Dumont, 1954
- Les folies de l'amour, Carrère, 1987 ISBN 2-86804-411-5
- Ninon de l’Enclos, Robert Laffont, 1989 ISBN 2-7242-4329-3
- Péché mortel, Lattès, 1990 ISBN 2-7096-0877-4

## Documentales
- 1954 : Maître Robida, prophète et explorateur du temps, de Pierre Kast
- 1954 : L'architecte maudit, de Pierre Kast
- 1957 : Le Corbusier, l'architecte du bonheur, de Pierre Kast
- 1979 : Woody Allen ou l'anhédoniste le plus drôle du monde

Además, Roche apareció en numerosos documentales, tanto cinematográficos como televisivos, entre ellos:
- 2007 : Télé Confession
- 2010 : Le Cinéma de Boris Vian, de Alexandre Hilaire y Yacine Badday
- 2010 : Elle s'appelait Simone Signoret, de Christian Lamet y Nicolas Maupied
- 2011 : Simone Signoret : de Simone Kaminker à Madame Signoret, de Serge Khalfon

## Galardones
- France Roche fue admitida en la Orden de las Artes y las Letras.